# Njurunda SK
Njurunda SK är en sportklubb från Njurunda socken söder om Sundsvall i Medelpad med fotboll och ishockey på programmet. Klubben bildades 1971. Hemmaplan för ishockeylaget är Modin-Zetterberghallen i Njurunda.
Klubben är mest känd för att ha fostrat NHL-spelarna Fredrik Modin och Henrik Zetterberg. Andra framgångsrika Njurundaspelare är Mathias Månsson, Erik Gustafsson och Sebastian Lauritzen. På damsidan har man fostrat Erica Udén Johansson.

## Säsonger i division 1
| Säsong                              | Division           | Placering | Vårserie                  | Playoff/Kval                          |
| ----------------------------------- | ------------------ | --------- | ------------------------- | ------------------------------------- |
| 1999/2000                           | Division 1 Norra B | 10        |                           | nerflyttade                           |
| 2000–2005 spelade man i Division 2. |                    |           |                           |                                       |
| 2005/2006                           | Division 1B        | 6         | 4:a i vårserien           | Avstod spel i kvalserien, nerflyttade |
| 2006–2009 spelade man i Division 2. |                    |           |                           |                                       |
| 2009/2010                           | Division 1B        | 5         | 4:a i vårserien           | 3:a i kvalserien                      |
| 2010/2011                           | Division 1B        | 6         | 2:a i fortsättningsserien |                                       |
| 2011/2012                           | Division 1B        | 8         | 3:a i fortsättningsserien | 3:a i kvalserien                      |
| 2012/2013                           | Division 1B        | 8         | 4:a i fortsättningsserien | Avstod kvalserien, nerflyttade        |